# Пшиязнь (Поморське воєводство)
Пшиязнь (пол. Przyjaźń) — село в Польщі, у гміні Жуково Картузького повіту Поморського воєводства.
Населення — 1553 особи (2011).
У 1975-1998 роках село належало до Гданського воєводства.

## Демографія
Демографічна структура станом на 31 березня 2011 року:
|          | Загалом | Допрацездатний вік | Працездатний вік | Постпрацездатний вік |
| -------- | ------- | ------------------ | ---------------- | -------------------- |
| Чоловіки | 807     | 234                | 513              | 60                   |
| Жінки    | 746     | 205                | 440              | 101                  |
| Разом    | 1553    | 439                | 953              | 161                  |